# Preston Dickinson

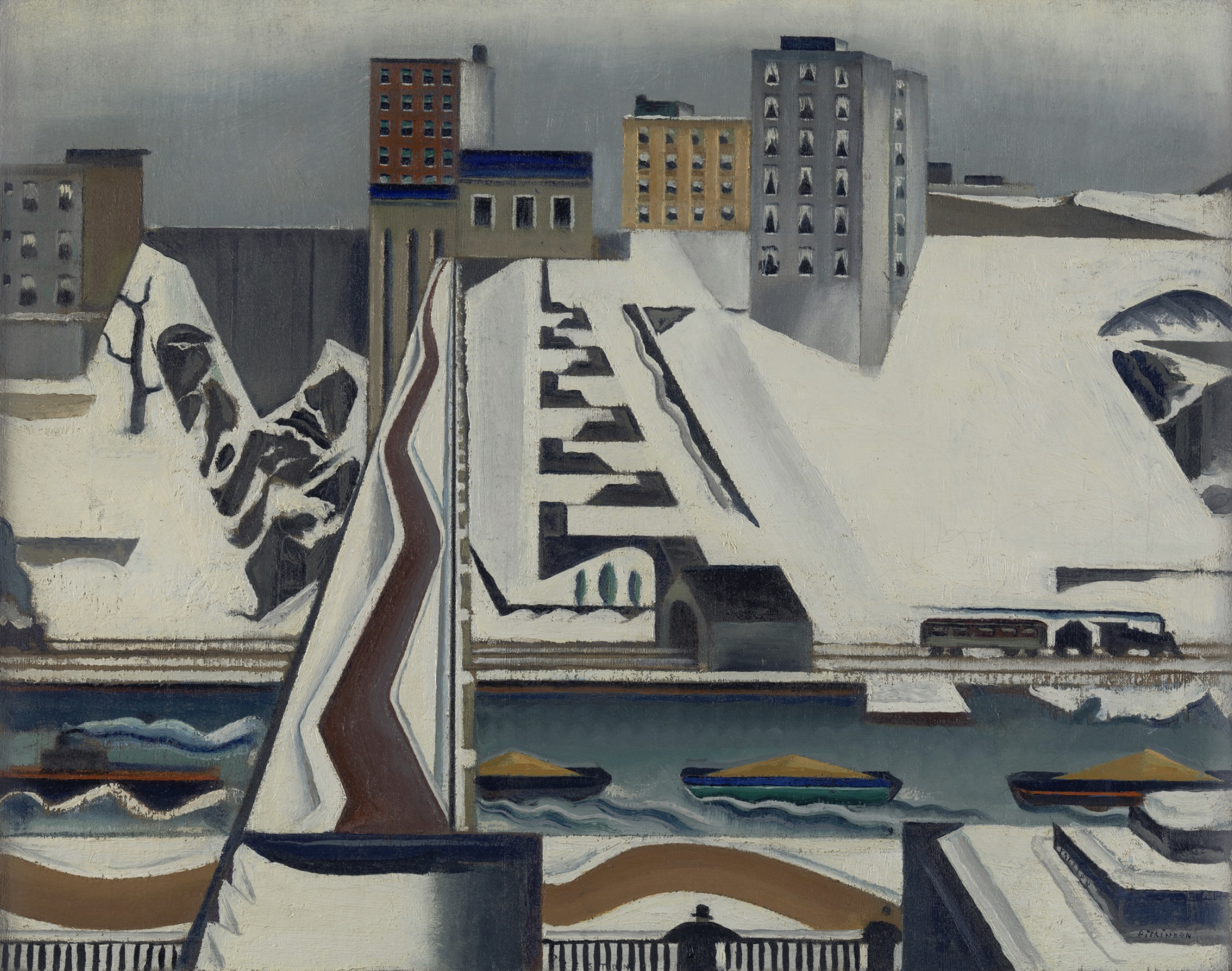
Preston Dickinson: Harlem River (vor 1928). The Museum of Modern Art, New York City

William Preston Dickinson (* 9. September 1889 in New York City; † 25. November 1930 in Irún, Spanien) war ein amerikanischer Maler des Modernismus. Er ist vor allem als Vertreter des Präzisionismus (engl. Precisionism) bekannt. In diesem Stil stellte er industriell-architektonische Motive in einer klar geometrischen Formensprache dar.

## Leben

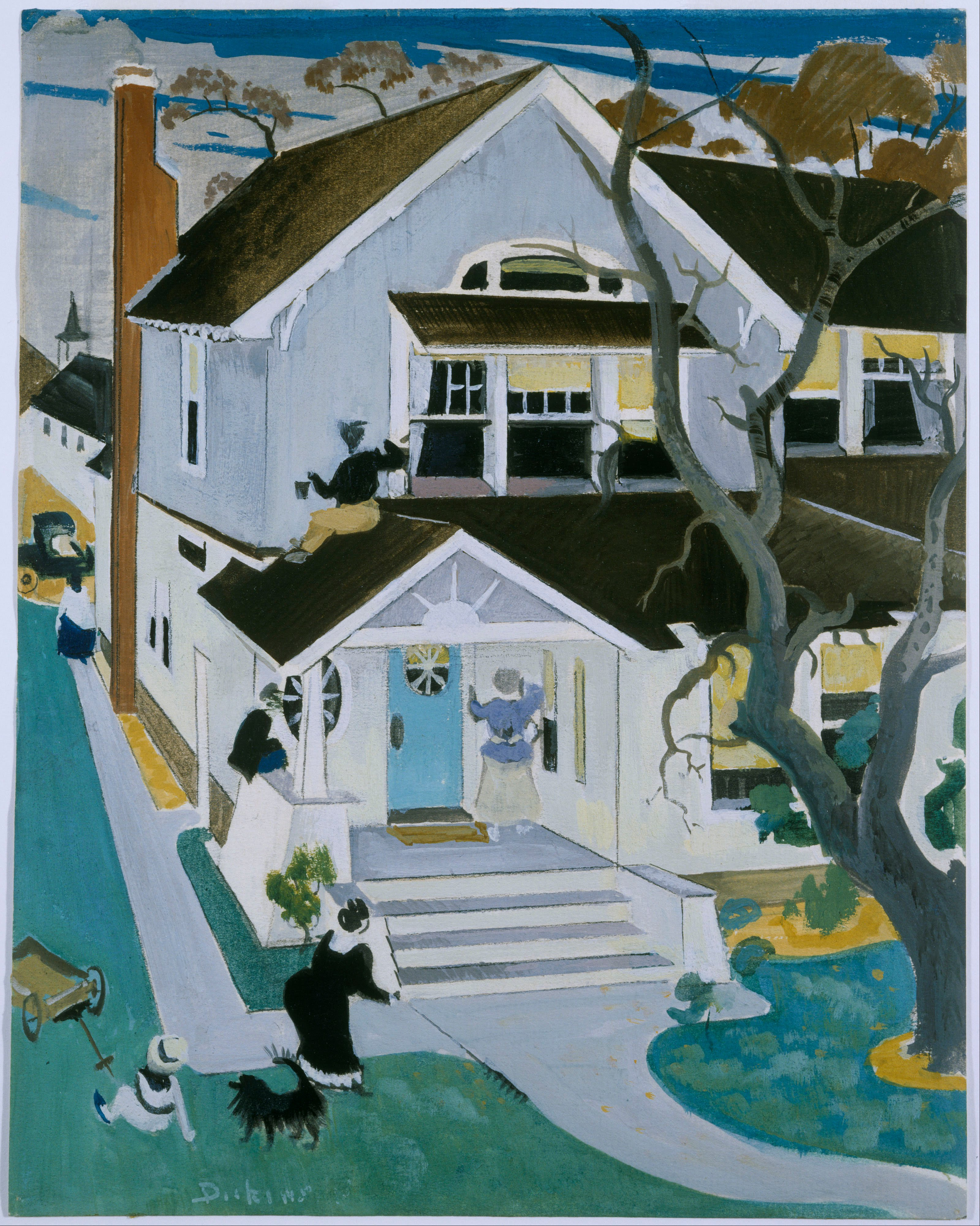
Preston Dickinson: My House. The Phillips Collection, Washington D. C.

William Preston Dickinson wurde am 9. September 1889 in New York City geboren. Er wuchs teilweise in Suffern, New York, auf. Von 1906 bis 1910 studierte er an der Art Students League of New York bei William Merritt Chase und Ernest Lawson. Er wurde durch den Mäzen Henry Barbey und später durch den Kunsthändler Charles Daniel gefördert. Von 1910 bis 1914 lebte er in Paris, wo er an der Académie Julian und der École des Beaux-Arts studierte. Dort stellte er seine Werke im Pariser Salon und dem Salons des Indépendants aus. 1914 kehrte er aufgrund des Ausbruchs des Ersten Weltkriegs in die USA zurück und lebte in der Bronx bei seiner Mutter und seiner Schwester. Seine erste Einzelausstellung fand 1923 in der Daniel Gallery in New York statt, zuvor hatte er bereits an Gruppenausstellungen teilgenommen. Mitte der 1920er Jahre lebte er zeitweise in Québec (1925 bis  1926) und unternahm viele Reisen. Im Juni 1930 zog er mit dem Maler Oronzo Gasparo nach Nordostspanien. Noch im Herbst desselben Jahres erlitt er eine doppelte Lungenentzündung und verstarb am 25. November 1930 in Irún, Spanien. Er wurde dort beigesetzt.

## Werk

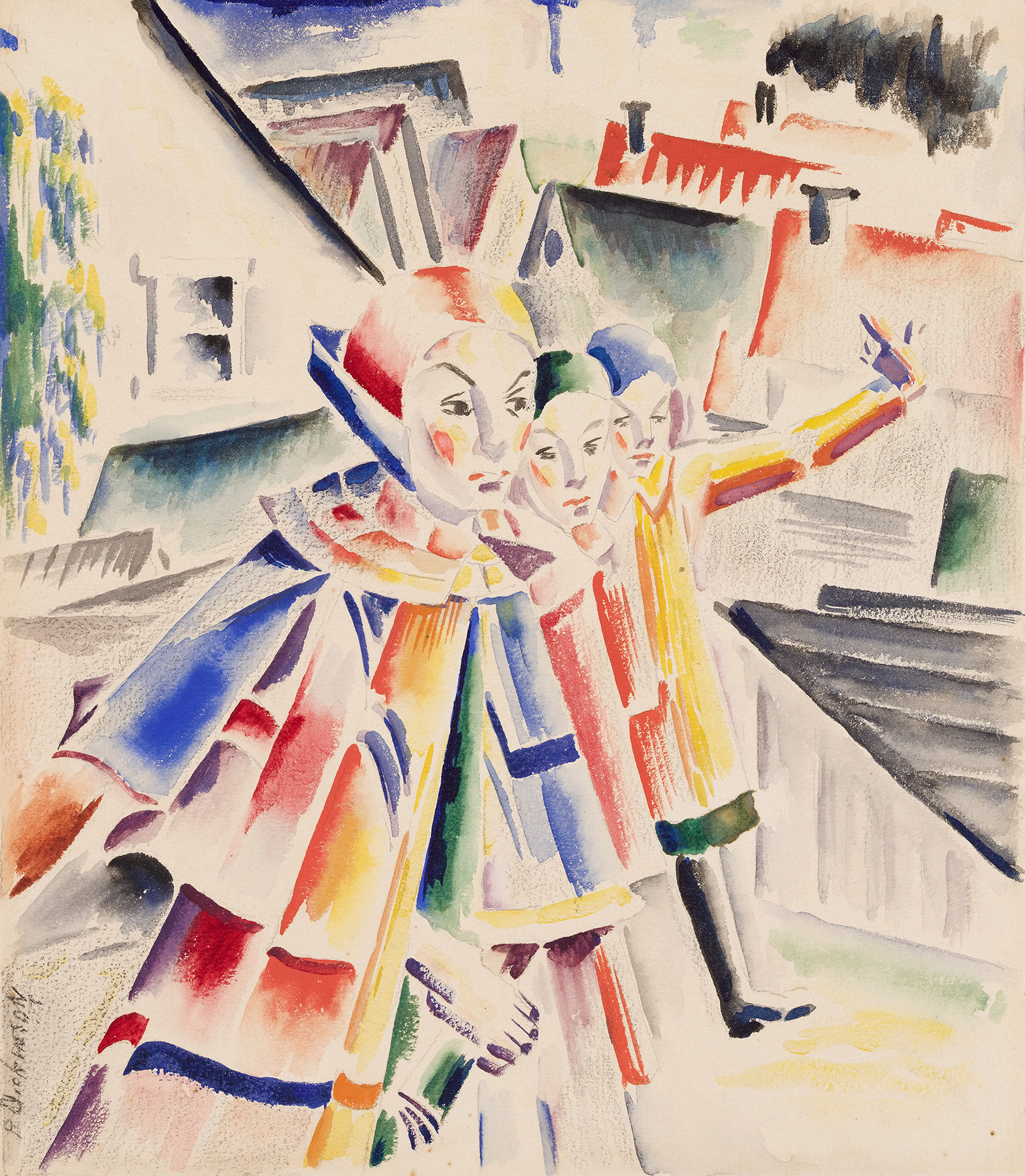
Preston Dickinson: Three Girls. Crystal Bridges, Museum of American Art

Preston Dickinson gilt als einer der ersten „Precisionisten“ in den USA. Bereits ab etwa 1915 malte er industrielle Motive wie Fabriken, Getreidesilos und Brücken, die er anfangs mit teilweise imaginären Formen darstellte, später jedoch zunehmend realistischer. In seinem Stil verband er kubistische, futuristische, fauvistische und synchromistische Einflüsse. In seiner Farbgebung zeigte sich der Einfluss der Postimpressionisten und der Fauves, während sich in seinen späteren Arbeiten auch orientalische Anklänge durch japanische Ukiyo-e-Inspirationen finden. Er malte unter anderem Landschaften, beispielsweise Ansichten des Harlem River, sowie Stillleben mit industriellen oder handwerklichen Objekten. In seiner etwa zwanzigjährigen Laufbahn schuf er weniger als 200 Werke. Da viele Gemälde weder signiert noch datiert sind, ist eine genaue Chronologie schwierig. Kritiker lobten seine präzise, elegante und gleichzeitig lebendige Darstellung.